# Ascocratera manglicola
Ascocratera manglicola är en svampart som beskrevs av Kohlm. 1986. Ascocratera manglicola ingår i släktet Ascocratera och familjen Lophiostomataceae.   Inga underarter finns listade i Catalogue of Life.